# Turdoides melanops
Turdoides melanops là một loài chim trong họ Leiothrichidae.